# Pullimosina geminata
Pullimosina geminata är en tvåvingeart som beskrevs av Marshall 1986. Pullimosina geminata ingår i släktet Pullimosina och familjen hoppflugor.
Artens utbredningsområde är Ontario. Inga underarter finns listade i Catalogue of Life.